# Airwolf
Airwolf är en amerikansk TV-serie från 1984 av Donald P. Bellisario. I rollerna syns bland andra Jan-Michael Vincent och Ernest Borgnine.
Airwolf skapades 1984 av Donald P. Bellisario som även ligger bakom Magnum och På heder och samvete.

## Handling

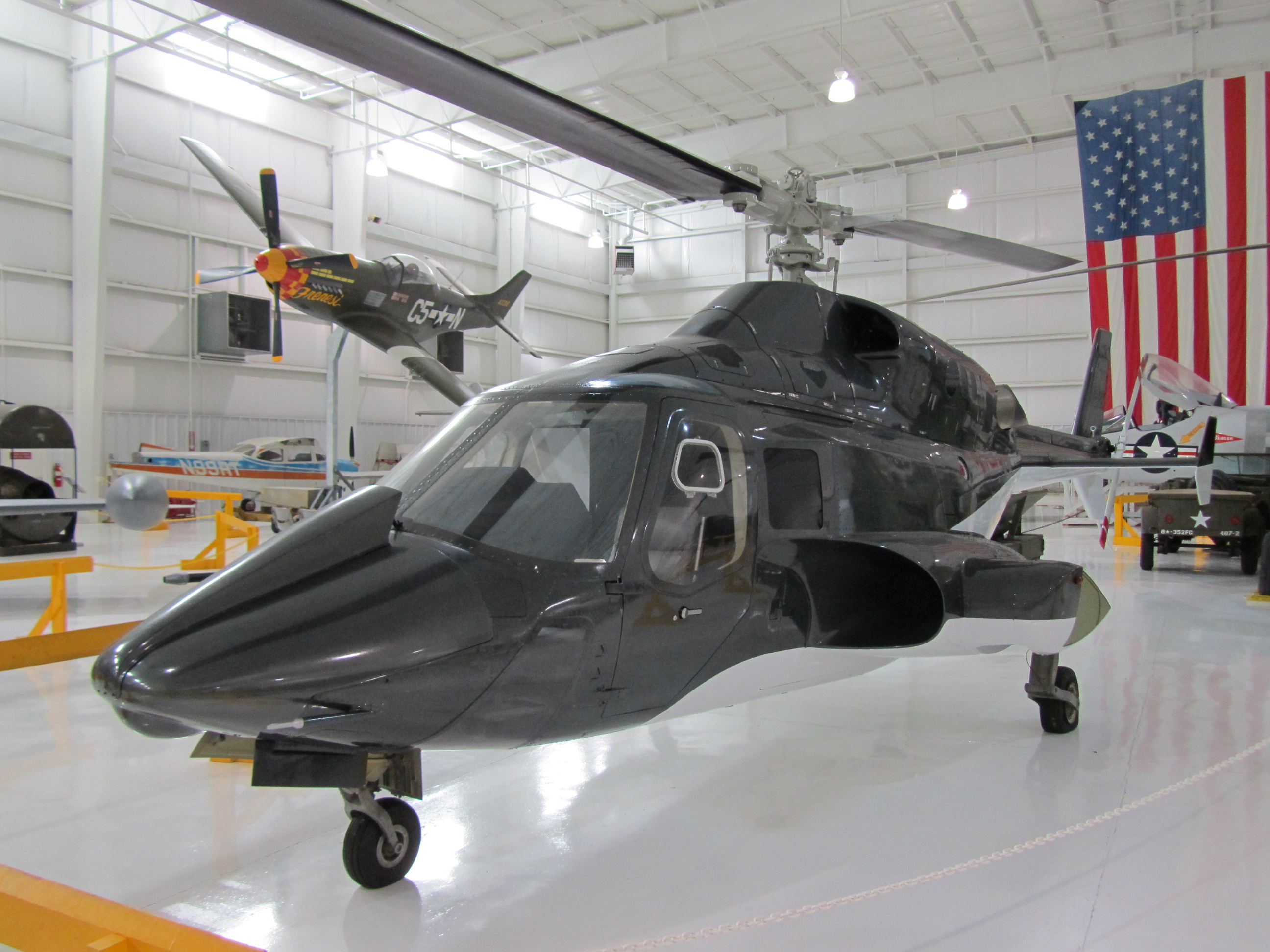
En modell av helikoptern Airwolf utställd på Tennessee Museum of Aviation.

I första avsnittet som är ett dubbelavsnitt på nästan två timmar introduceras bakgrunden till handlingen i serien, som är att en grupp kallad Firman (på engelska The Firm), en avdelning inom CIA, fått i uppdrag att utveckla ett nytt vapen åt CIA  i kampen mot terrorismen. Airwolf, som det nya vapnet kallas, är en specialbyggd helikopter, som bland annat kan flyga i överljudshastighet, och den enda i sitt slag. Den nya superhelikoptern ritades av det galna geniet Charles Henry Moffet, som dock efter den första uppvisningen av Airwolfs förmågor istället för att överlämna helikoptern stjäl den, då han vill behålla den själv, och flyr med den till Libyen, där han allierar sig med terroristerna. Ledaren för projekt Airwolf, som går under kodnamnet Archangel (Ärkeängeln), spelad av Alex Cord, rekryterar Stringfellow "String" Hawke, spelad av Jan Michael Vincent, en av testpiloterna för Airwolf, och ger honom i uppdrag att ta tillbaka helikoptern. I gengäld för att utföra uppdraget vill String att CIA ska söka efter hans bror St John som fortfarande saknas efter Vietnamkriget. Till sin hjälp i uppdraget att ta tillbaka Airwolf tar String sin vän Dominic Santini, spelad av Ernest Borgnine. De lyckas återta superhelikoptern från Moffet, men istället för att lämna tillbaka Airwolf till Firman bestämmer sig String för att behålla helikoptern själv, som en försäkring om att Firman anstränger sig för att hitta hans förlorade bror. Airwolf hålls gömd i Monument Valley som ligger i nordöstra Arizona, i en grotta i berget Merrick Butte, ofta kallad lyan (The Lair) i serien. Hawke använder Airwolf i uppdrag som Firman ger honom för landets säkerhet medan de letar efter hans bror. Om de finner hans bror har han lovat att lämna tillbaka Airwolf.

## Inspelning
Airwolf var en av de största och dyraste tv-serierna under 1980-talet. Varje avsnitt kostade närmare fyra miljoner dollar att producera och serien har även slagit ett Guinnessrekord i filmsprängningar (denna rekordsprängning kan ses i sista avsnittet av säsong 1, "To Snare a Wolf".
Pilotavsnittet för serien spelades delvis in vid Vasquez Rocks.
Seriens skapare Bellisario ville ha en helikopter som ingen någonsin skådat och tog därför hjälp av Andrew Probert (som även designat en del i Star Wars-filmerna). Helikoptern som användes vid inspelningarna var en kraftigt modifierad Bell 222A, med större nospanel, tillagda vapen (rekvisita), bredare flygkropp och simulerade jetmotorer på undersidan, vid stjärtpartiet. 
Av säkerhetsskäl och då det modifierade exemplaret var en prototyp fick helikoptern aldrig flyga över bebodda platser med rekvisitan monterad. 
Under en del flyguppvisningar under 1980-talet fanns den modifierade Bell 222:an utställd så att allmänheten kunde få se den med egna ögon. Inför öppnandet av Helicopter Headquarters museum i Pigeon Forge, Tennessee, i augusti 2006, byggdes det en kopia av Airwolf-helikoptern med komponenter av originalhelikoptern som användes i serien. Museet blev ett misslyckande och kopian av Airwolf såldes på Ebay. Den kan idag beskådas på Tennessee Museum of Aviation i Sevierville, Tennessee.
För att det skulle se ut som att helikoptern flög i överljudsfart fördubblades hastigheten på filmerna. Det fanns också en detaljrik modell av Airwolf som användes när det var för riskabelt att flyga med en riktig helikopter. När de filmade inuti Airwolf-helikoptern användes en studiomodul, som hade skalet av en Bell 222 och innehöll alla instrumentpaneler.
Airwolf spelades in i mono. Airwolf-helikopterns "skrikande ljud" kommer från en inspelning av en elefant.
Totalt gjordes det fyra säsonger av Airwolf. Bellisario producerade säsongerna ett till tre. Under säsong fyra såldes serien till ett kanadensiskt filmbolag och kvalitén på serien drogs ner avsevärt. Helikoptern togs bort och såldes till ett tyskt charterbolag, den havererade i en olycka 1992 under ett åskväder och tre människor dog i olyckan. Under alla flygscener användes istället gammalt filmmaterial för att slutföra serien. Även alla gamla rollfigurer ersattes, bland annat så fick St John (spelad av Barry Van Dyke) överta flygandet av Airwolf. Annat som också gjorde att säsong fyra blev sämre än tidigare säsonger var att de hade mycket låg budget och inte kunde använda sig av lika mycket specialeffekter som i tidigare säsonger.

## På TV och DVD

### På TV
Airwolf visades på TV 3 under tidigt 1990-tal och visades under 2008 i repris på Kanal 5.

### På DVD
Nedan visas utgivningsplanen för Airwolf på DVD. Efter säsong 1 gick rättigheterna till DVD-utgivning i Sverige över till Pan Vision.
| DVD Namn         | Region 1         | Region 2        | Region 2, svensk utgåva                          |
| ---------------- | ---------------- | --------------- | ------------------------------------------------ |
| Airwolf Säsong 1 | 24 maj 2005      | 3 april 2006    | 11 mars 2009                                     |
| Airwolf Säsong 2 | 26 december 2006 | 12 mars 2007    | 24 november 2010 (Del 1) 26 januari 2011 (Del 2) |
| Airwolf Säsong 3 | 22 maj 2007      | 13 augusti 2007 | –                                                |
| Airwolf Säsong 4 | 1 februari 2011  | –               | –                                                |

## Skådespelare
Säsong 1-3
- Jan-Michael Vincent - Stringfellow "String" Hawke
- Ernest Borgnine - Dominic "Dom" Santini
- Alex Cord - Archangel/Michael Coldsmith-Briggs III
- Jean Bruce Scott - Caitlin O'Shannessy
- Deborah Pratt - Marella
- David Hemmings - Charles Henry Moffet

Säsong 4
- Barry van Dyke - St. John "Sinjin" Hawke
- Geraint Wyn Davies - överste Mike Rivers
- Michele Scarabell - Jo Santini
- Anthony Sherwood - Jason Locke